# Manhattanville

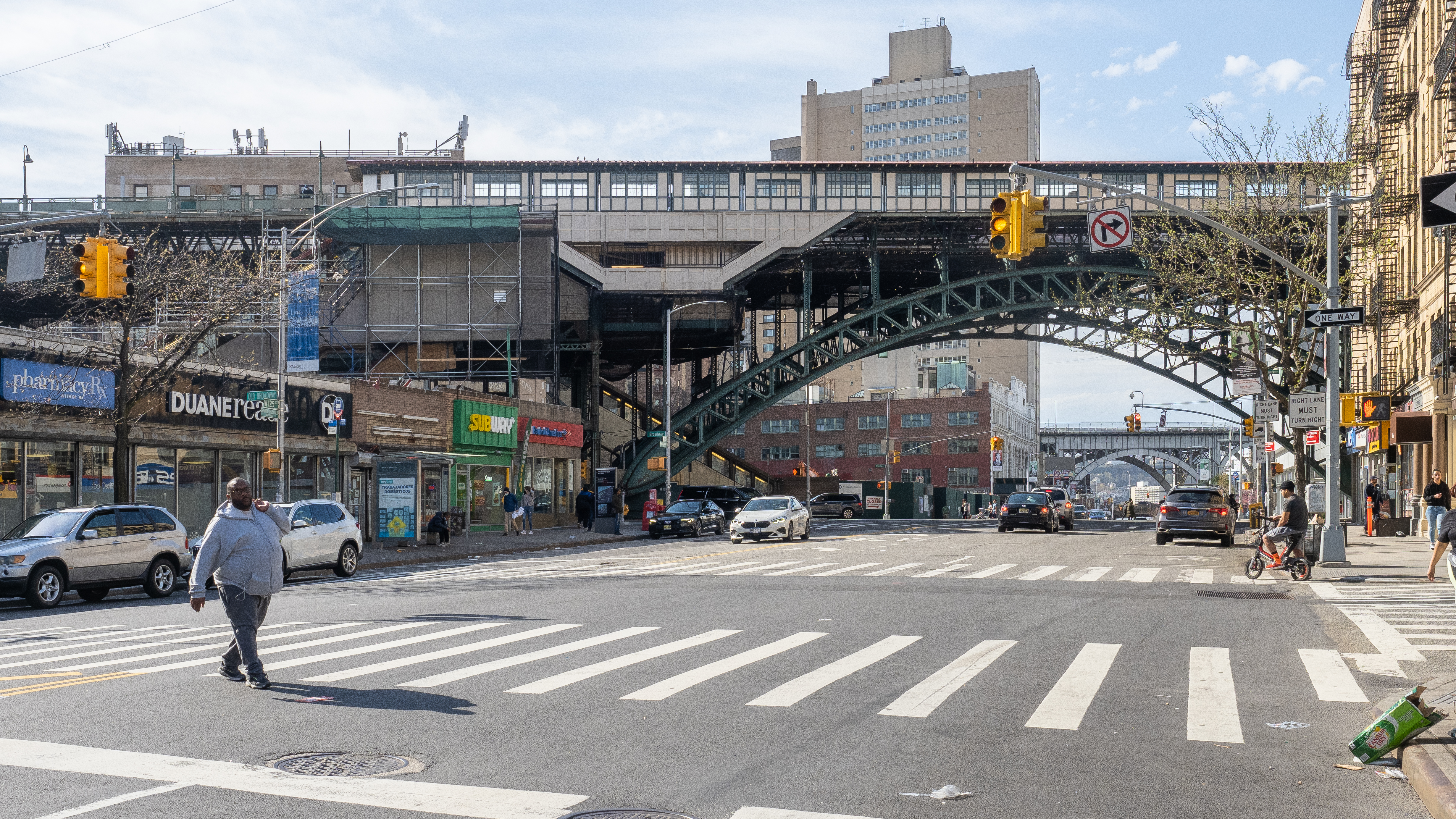
Manhattanville – 125th Street, Subway (vorn) und Riverside Drive

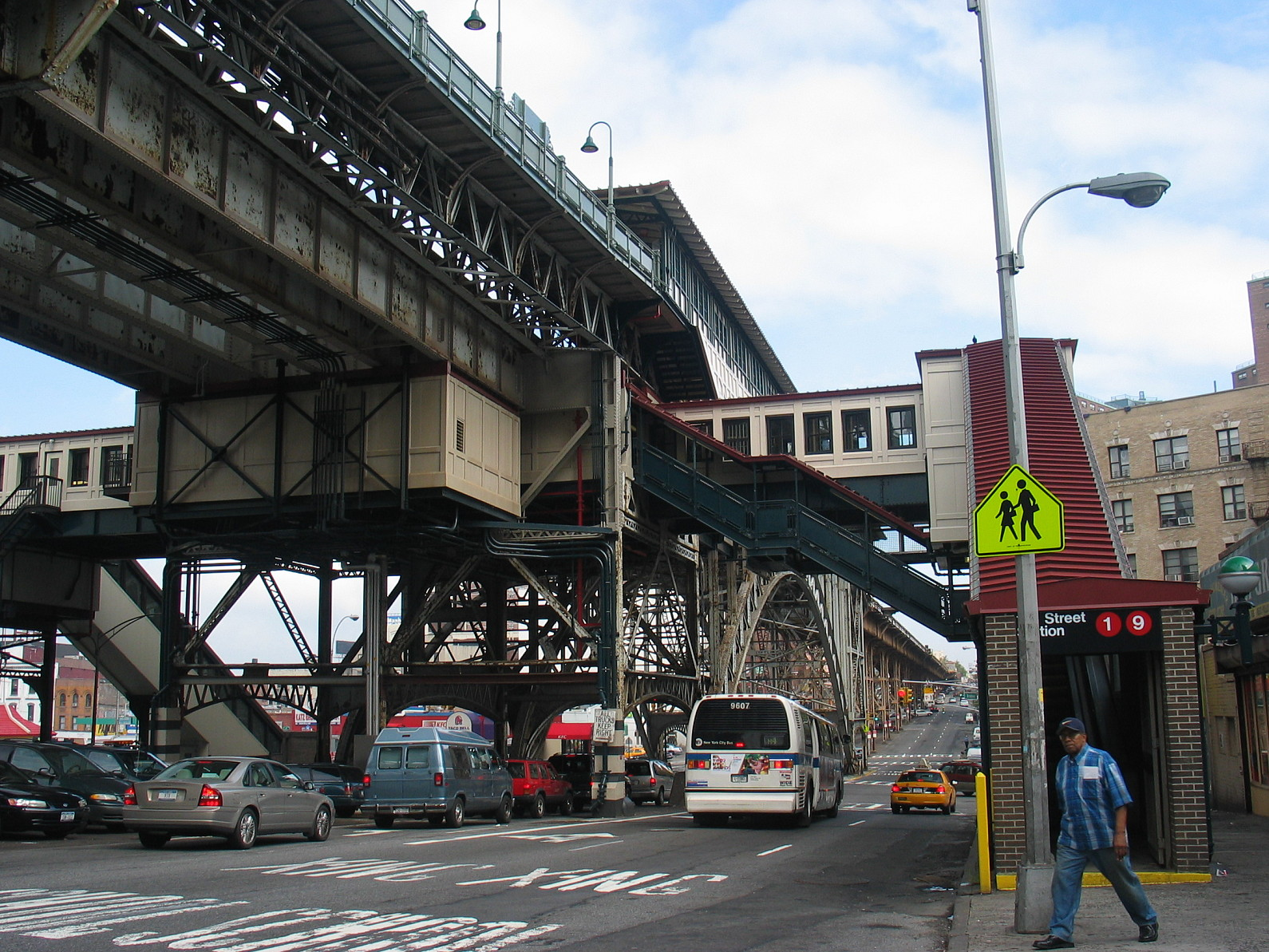
Die 125th Street Station an der Kreuzung von Broadway und 125th Street

Manhattanville ist ein Viertel im Stadtteil Harlem im Stadtbezirk Manhattan auf der gleichnamigen Insel in New York City. Das Viertel ist ein Teil von „West Harlem“, hat 17.413 Einwohner (2020) und gehört zum Manhattan Community District 9. In Manhattanville befindet sich ein neu errichteter Campus der Columbia University.

## Lage
Manhattanville liegt nördlich von Morningside Heights, südlich von Hamilton Heights, östlich des Hudson River und westlich von Harlem. Das Viertel befindet sich zwischen der West 125th und West 135th Street und erstreckt sich vom Hudson River bis zum St. Nicholas Park und der Saint Nicholas Avenue.

## Geschichte
Während des 19. Jahrhunderts war Manhattanville eine Stadt mit einem wichtigen Fähranleger. Es war die erste Haltestelle der Hudson River Railroad nördlich von New York City und Haltestelle der Postkutsche, von Bus- und Straßenbahnlinien.
Die Lage in der Nähe der Bloomingdale Road mit deren Hotels, Vergnügungsangeboten und Postamt machte Manhattanville zu einem beliebten Vorort und Ausflugspunkt für die Bewohner von New York City. Zugleich machte die direkte Lage am Hudson River es auch zu einem idealen Anlaufpunkt für Industriegüter, Baumaterial und andere Fracht, die für Upper Manhattan bestimmt war. Mit dem Bau einer Hochbrücke für den Zugverkehr über das Tal von Manhattanville wurde Manhattanville immer mehr von der wachsenden Stadt New York einverleibt, bis es ein eher unbedeutendes Industriegebiet New York Citys wurde.
Seit Anfang der 2010er Jahre entsteht im Viertel als Erweiterung ein neuer Campus der Columbia University, deren Campusse sich bislang in Morningside Heights im Süden und in Washington Heights im Norden befinden.

### Kolonialzeit
Manhattanville befindet sich in einem Tal, das während der holländischen Kolonialzeit „Moertje David's Vly“ hieß (niederländisch für „Mutter-Davids-Tal“) und während der englischen Kolonialzeit „Harlem Cove“ hieß. Während des Amerikanischen Unabhängigkeitskriegs war das Tal auch unter dem Namen Hollow Way bekannt. Hier begann die Schlacht von Harlem Heights unter dem Kommando von General George Washington. Während des Britisch-Amerikanischen Kriegs (1812) befanden sich auf den Erhebungen auf dem Manhattanville Pass an der südlichen Grenze des Tals Verteidigungsanlagen – darunter das Fort Laight und das Blockhaus No. 4, wo sich heute die Gebäude von Morningside Gardens und die Public School No. 36 befinden (siehe auch: Manhattan Valley).

### 19. Jahrhundert
1806 wurde das Dorf Manhattanville in dem Tal gegründet, wo sich Bloomingdale Road und Manhattan Street trafen – heute ungefähr an der Stelle, wo sich der Broadway und die 125th Street kreuzen. Der Lageplan für die ursprünglichen Straßen des Dorfes wurde von Jacob Schieffelin und anderen wohlhabenden Händlern, meist Quaker, entworfen, die Landsitze in der Gegend hatten. Das Dorf florierte durch die Bebauung der Manhattan Street vom Hudson River aus. Der hier vorhandene gute Zugang zum Hudson River wurde auch zum entscheidenden Faktor für das Wachstum des älteren Dorfes Harlem südöstlich des Harlem Rivers. Harlem und Manhattanville befanden sich ungefähr auf gleicher Höhe und entwickelten sich wirtschaftlich während des 19. Jahrhunderts als die beiden wichtigsten Dörfer Upper Manhattans sehr gut.
Die Bevölkerung aus den frühen Tagen von Manhattanville war facettenreich und eine ungewöhnliche Mischung aus untereinander verheirateten amerikanischen Patrioten, britischen Loyalisten – darunter mindestens ein ehemaliger Sklavenhändler – Sklavenbesitzer und versklavte Afro-Amerikaner ebenso wie Quaker, Antisklaverei-Aktivisten, Geschäftsleute, Handwerker, arme Hilfsarbeiter und wohlhabende Industrielle. Viele waren über dieselben Institutionen miteinander verbunden – hauptsächlich über die St. Mary’s Protestant Church, die 1823 erbaut wurde und heute ein denkmalgeschütztes Wahrzeichen des Viertels ist. Sie war die erste Bischofskirche, die 1831 die „Kirchenbank-Miete“ abschaffte. Daneben gingen die Kinder vieler Bewohner in die Manhattanville Free School (gegründet 1827 – später Public School No. 43), die sich heute noch an derselben Stelle befindet.
Der berühmteste Einwohner von Manhattanville war der Industrielle Daniel F. Tiemann (1805–1899), dem Besitzer der „D.F. Tiemann & Company Color Works“ und Bürgermeister von New York City von 1858 bis 1859. Dessen Laboratorien und Fabrikgebäude standen ursprünglich an der 23rd Street Ecke Park Avenue in New York City in der Nähe des Madison Square Park und wurden 1832 nach Manhattanville umgezogen, wo sich heute 560 Riverside Drive befindet.
Zuzug und Urbanisierung
Nachdem die Hudson River Railroad 1850 eröffnet worden war, zogen viele irische Einwanderer nach Manhattanville und gründeten dort 1854 die Church of the Annunciation. Darüber hinaus siedelten sich hier auch viele deutsche Einwanderer an, die die St. Joseph's Roman Catholic Church 1860 gründeten. Nach dem Sezessionskrieg begannen jüdische Einwanderer, die in Harlem eine Heimat gefunden hatten, auch zunehmend in die westlichen Blocks von Manhattanville zu ziehen, wo sie 1911 die Cherva Talmud Torah Anshei Marovi Synagoge (auch „Old Broadway Synagogue“) gründeten. Eine weitere wichtige Gründung in Manhattanville im 19. Jahrhundert war die Academy of Convent of the Sacred Heart (später Manhattanville College und Manhattan College).

### 20. Jahrhundert
1904 wurde die neue Broadway Interborough Rapid Transit (IRT) Schnellbahn eröffnet. Diese Hochbahnlinie gewährleistete eine schnelle Anbindung von Manhattanville an die Innenstadt (Downtown Manhattan). Damit wurde schlagartig aus der noch ländlich geprägten Vorstadt Manhattanville eine Erweiterung der sich ausdehnenden Großstadt New York City.
Während des 20. Jahrhunderts zogen Einwanderer aus Kuba, der Dominikanischen Republik und Puerto Rico nach Manhattanville. In den 1970er Jahren lebten im südlichen Teil von Manhattanville – etwa bis zur 125th Street – viele Studierende, Mitarbeiter und Dozenten der Columbia University und des Barnard College während die Universität weiter wuchs. Diese Entwicklung setzt sich bis heute fort und dehnt sich Richtung Norden aus. 2006 baute die Columbia-Universität die neue School of Social Work an der Amsterdam Avenue Ecke 122nd Street. Darüber hinaus haben auch andere Colleges in dieser Studentenwohnheime erbaut (siehe unten). Der Westteil der 125th Street hat seit Ende der 1990er Jahre einen allgemeinen wirtschaftlichen Aufschwung erlebt. Damit ging eine höhere Nachfrage nach Wohnraum einher, sodass viele der Gebäude südlich der 125th Street im Rahmen der Gentrifizierung des Viertels in Eigentumswohnungen umgewandelt wurden.

### 21. Jahrhundert

#### Neuer Campus der Columbia-Universität

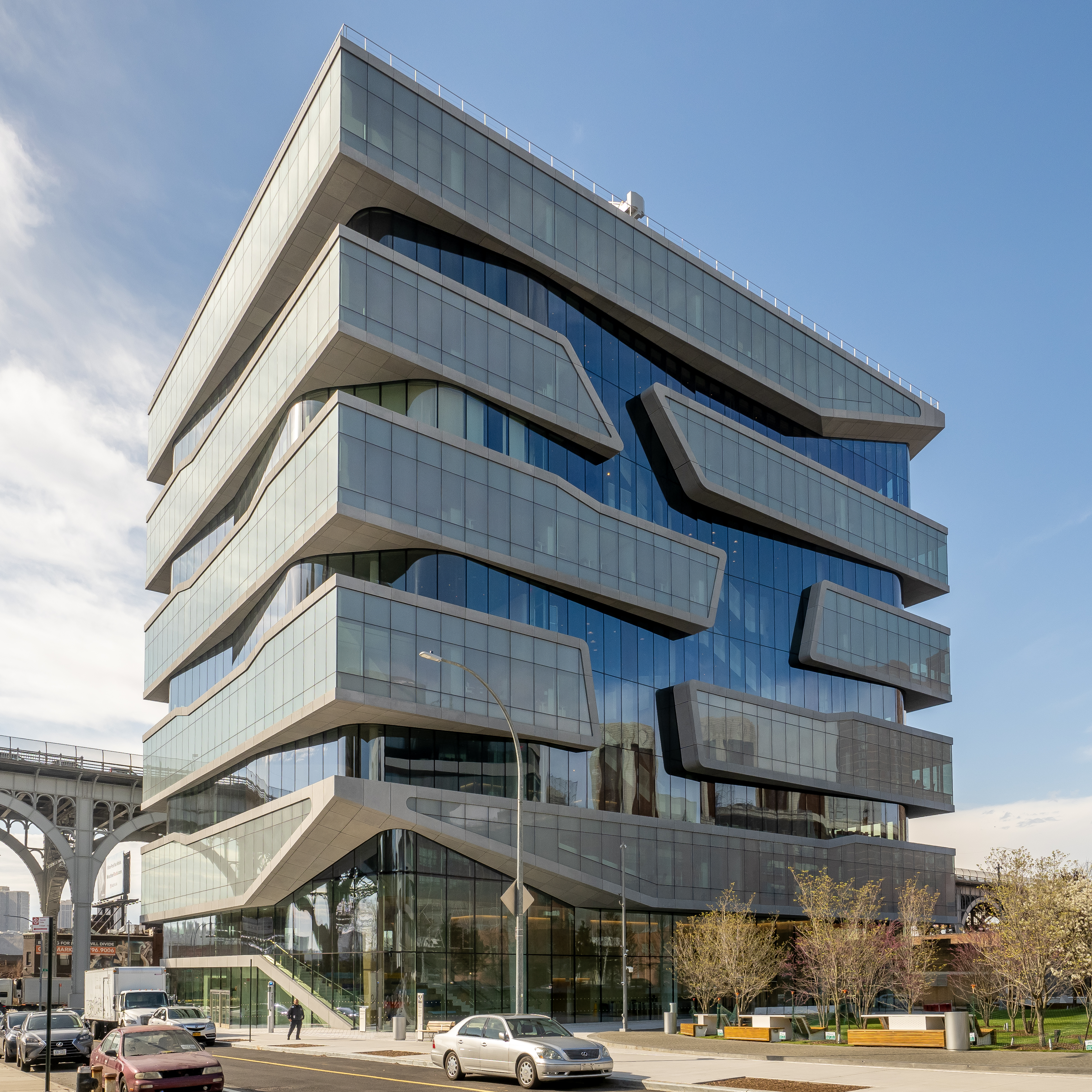
Columbia University: neue Business School

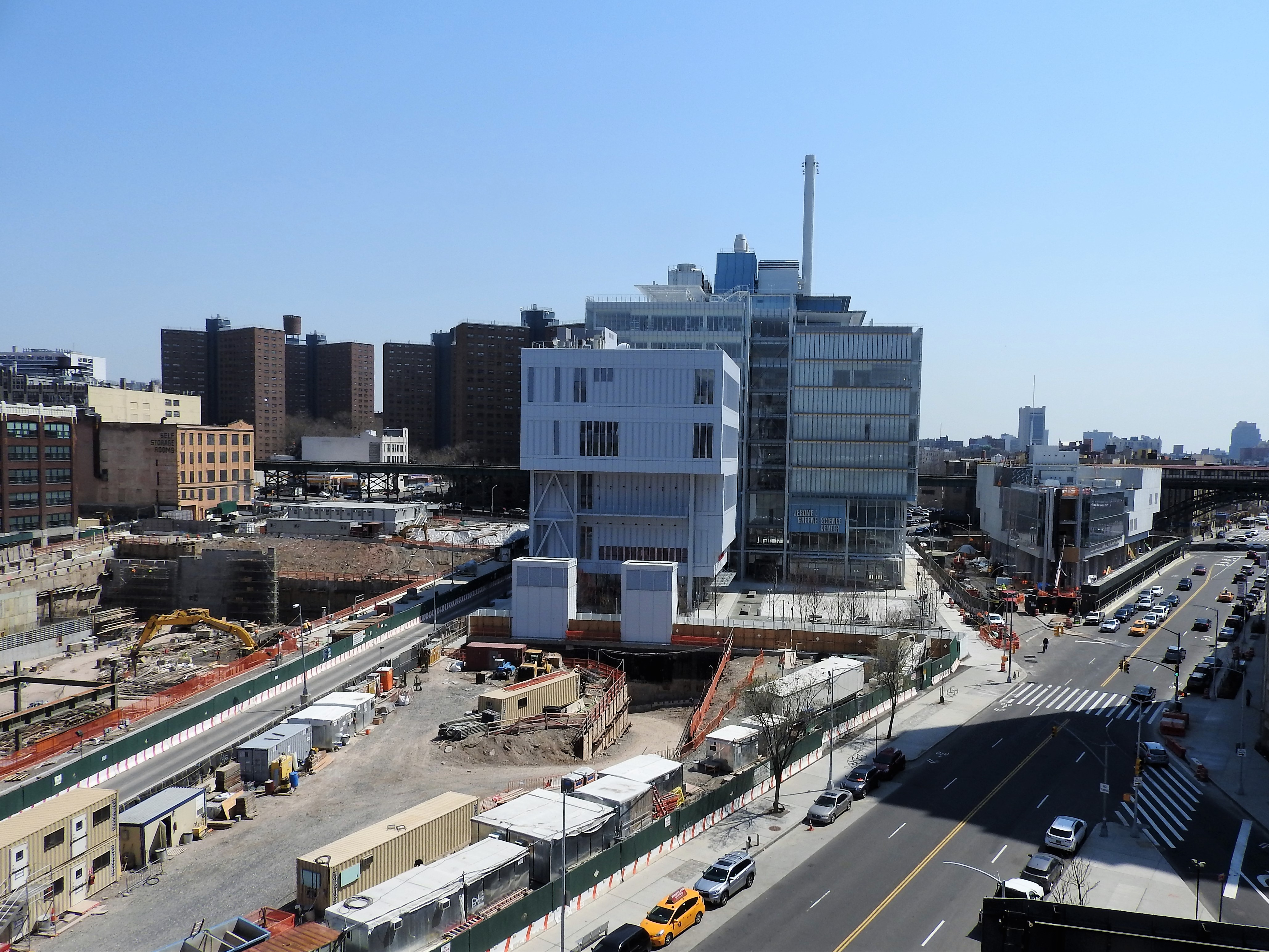
Columbia Campus im Bau, rechts hinten das „Forum“, in der Mitte das „Jerome L. Greene Science Center“

Auf dem Gebiet von Manhattanville ist eine große Erweiterung der Columbia-Universität geplant. Die Universität hat dafür mehrere Blocks dieses Viertels erworben. Diese Blocks befinden sich zwischen der 125th Street im Süden, der 133rd Street im Norden, dem Broadway im Osten und der 12th Avenue im Westen. Im Rahmen dieses Bauvorhabens nach den Plänen des italienischen Architekten Renzo Piano sollen Teile der vorhandenen Bebauung abgerissen werden, um u. a. einen neuen Campus und einen Park anzulegen.
Die Einwohner von Manhattanville befürchteten, dass durch dieses Bauvorhaben es zu einer weiteren Gentrifizierung kommen könnte – neben der umstrittenen Möglichkeit Enteignungen für dieses Projekt vorzunehmen. Im Juni 2007 bestätigte das Bauamt von New York City (New York City Department of City Planning), dass der Antrag der Columbia University zur Umwidmung des Areals fertig ist. Anschließend hatte die Öffentlichkeit bis Ende 2007 die Möglichkeit im Rahmen der städtischen „Uniform Land Use Review Procedure“, Einsicht in das konkrete Vorhaben zu nehmen und Stellungnahmen dazu abzugeben.
Im November 2007 fasste die New York Daily News das Vorhaben folgendermaßen zusammen: „Columbia besitzt 65% (des Gebiets). Der Staat und Con Ed haben 23%. Das erlaubt der Universität Zugang zu 88% des Gebiets. Das meiste der übrigen 12% besteht aus zwei Tankstellen und einem halben Dutzend Gewerbeobjekten. Die Hochschule versucht die Käufe abzuschließen. Auf den gesamten 17 Acres (69.000 m²) gibt es nur 132 Apartments mit weniger als 300 Bewohnern und allen wurden gleichwertige oder bessere Wohnungen angeboten mit einer Garantie, dass keine Enteignung vorgenommen wird, um das Wohneigentum zu erwerben. Keines der Apartments ist in der ersten Phase des Projekts; keines wird bis mindestens 2015 angerührt.“ Am 19. Dezember 2007 stimmte der Stadtrat von New York City (New York City Council) für die von der Universität vorgeschlagenen Umwidmung des Areals.
Im Norden des Viertels (St. Nicholas Terrace) wurde im Juni 2006 ein Studentenwohnheim mit 600 Plätzen als Erweiterung des City College of New York fertiggestellt – bekannt als „The Towers“. Dies ist das erste Mal, dass das City College Studierende auf dem Campus untergebracht hat. Die Belegung begann im Herbst 2006.
Im Süden, in der Nähe der 122nd Street, erbaute die Manhattan School of Music ebenfalls um 2003 ein Wohnheim. 2006 eröffnete das Jewish Theological Seminary of America ein kleineres Wohnheim ebenfalls an der 122nd Street zwischen Broadway und Amsterdam Avenue. Die Zunahme an Studierenden ist einer von mehreren Faktoren, die den Charakter von Manhattanville rasch verändern. So haben im Zuge der steigenden Einwohnerzahlen im Viertel auch Cafés und Restaurants auf dem Broadway, der La Salle Street und Amsterdam Avenue eröffnet.
Im August 2009 wurde an der Ecke 135th Street und Covent Avenue das neue Gebäude der School of Architecture and Urban Design mit einer Fläche von über 12.500 m² (135.000 Quadratfuß) durch das City College fertiggestellt – die Bernard and Anne Spitzer School of Architecture (benannt nach dem New Yorker Bauträger und Philanthropen Bernard Spitzer und dessen Frau). Der Bau bezieht sich auf Gebäude, das dort vorher stand – die alte Cohen Library auf dem South Campus. Der neue Bau wurde vom Architekturbüro von Rafael Viñoly geplant und gebaut, um eine moderne Ästhetik dem vielseitigen Architekturmix dieser Gegend hinzuzufügen.

#### West Harlem Piers

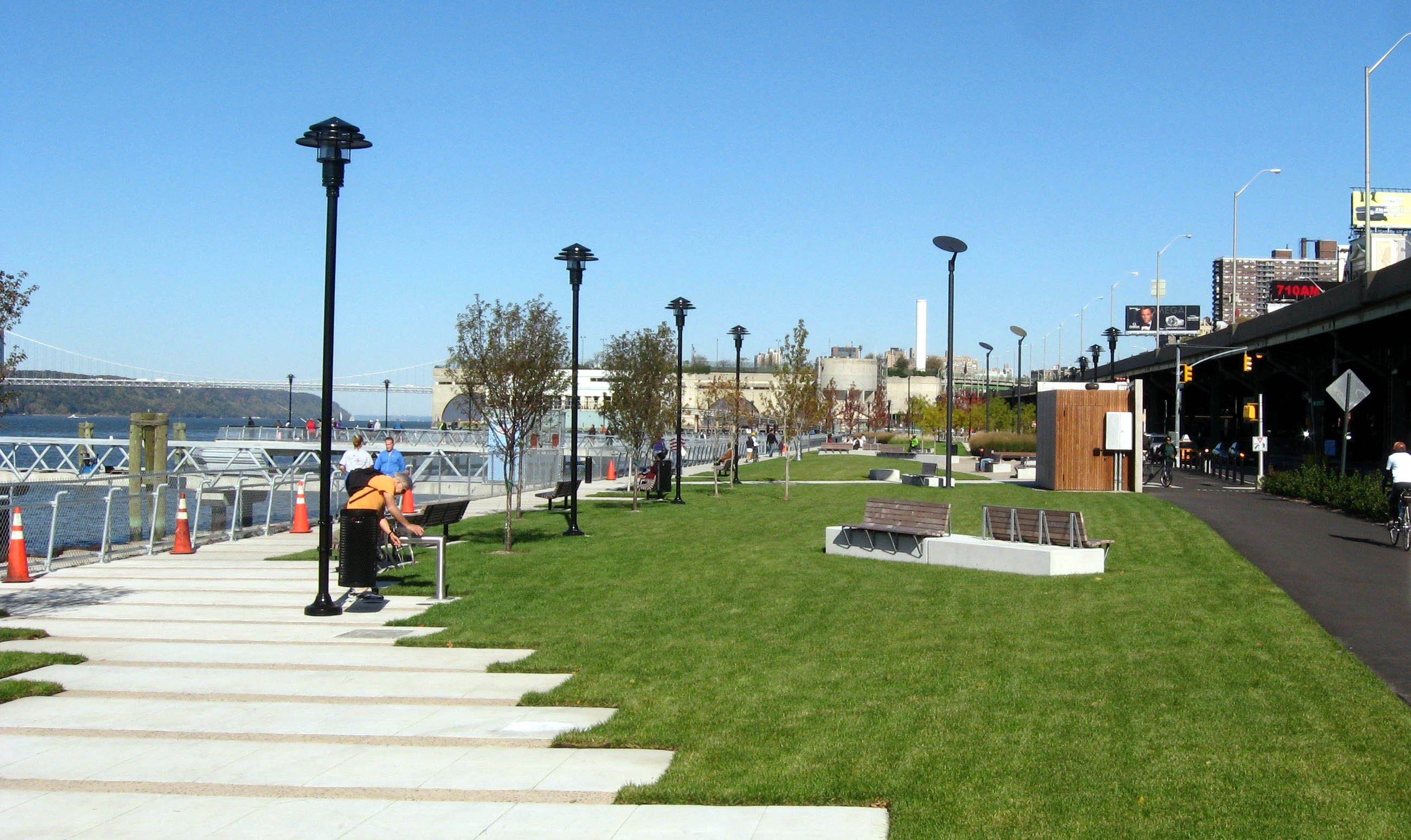
West Harlem Piers

Im April 2006 wurde damit begonnen, den West Harlem Piers Waterfront Park anzulegen. Der Park umfasst einen Pier für Angler, eine Einsatzstelle für Kajaks, Skulpturen und eine Anlegestelle für Wasser-Taxis. Er erstreckt sich von der 125th Street bis zur 132nd Street. Damit wurde eine Lücke im Manhattan Waterfront Greenway geschlossen, der entlang des Hudson Rivers an der Westseite der Insel Manhattan verläuft. Der Park wurde Anfang Oktober 2008 später der Öffentlichkeit übergeben als geplant, da im Sommer festgestellt wurde, dass die Einfriedung, die die Besucher davor bewahren soll, in den Fluss zu fallen, nicht den Vorgaben entsprach. Das Gebiet, das den Park und die Pier umschließt, wird manchmal auch ViVa (Viaduct Valley) genannt.

#### Kunst, Kultur und Nachtleben

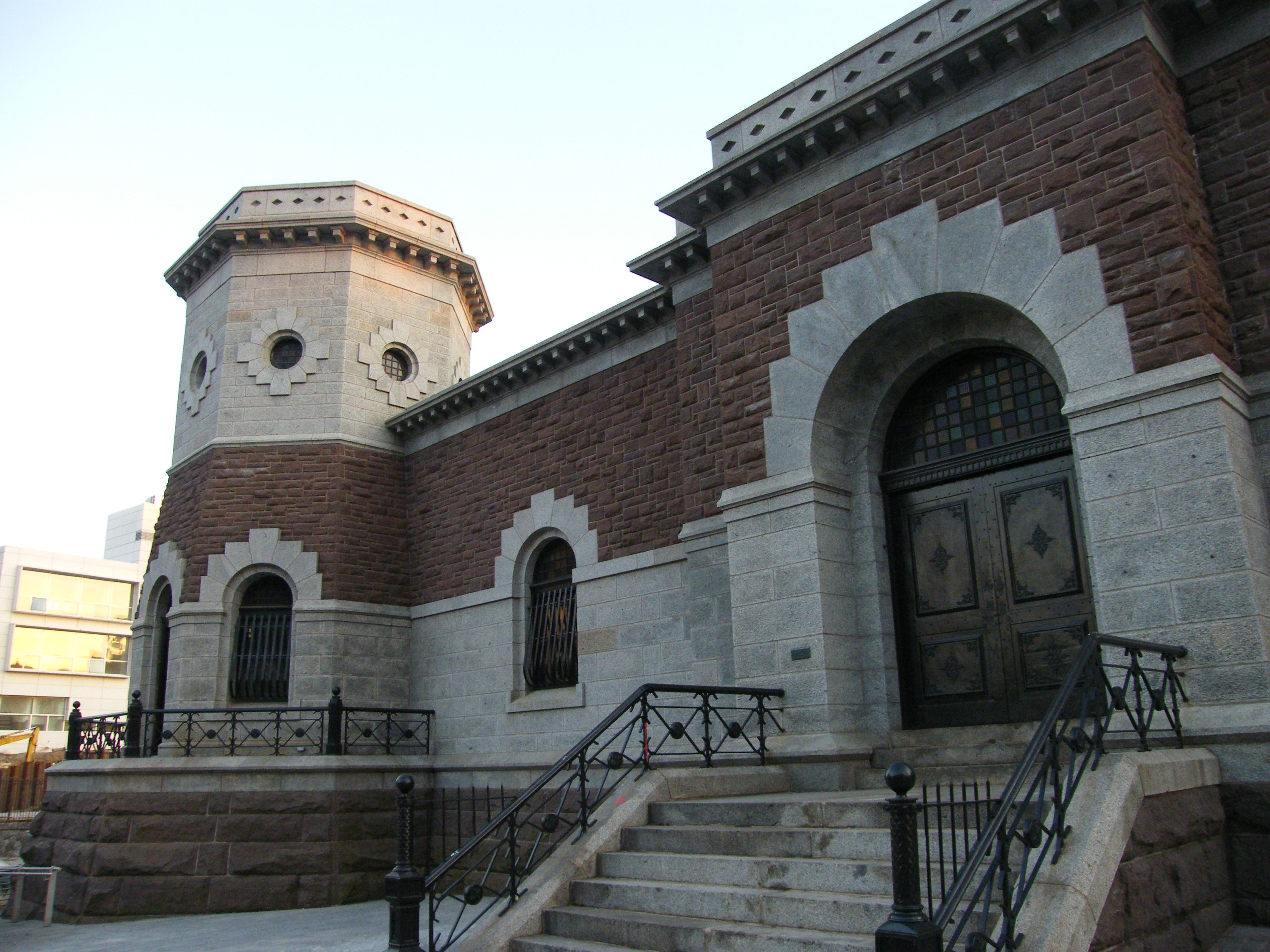
Croton Gatehouse

Die Wiederbelebung von Kunst und Kultur ging im Oktober 2006 weiter voran als das Gatehouse Theater, das hauptsächlich Tanztheater bietet, als zusätzliche Spielstätte der Aaron Davis Hall öffnete. Es entstand im Rahmen der Sanierung des Croton-Aqueduct-Gebäudes aus dem 19. Jahrhundert an der Ecke 135th Street und Amsterdam Avenue. Bei der Fertigstellung entwickelten die Aaron Davis Hall und das Gatehouse Theater als Dachname „Harlem Stage“. Eine weitere wichtige kulturelle Institution ist der gemeinnützige Ausstellungsraum „Triple Candie“ an der Ecke 126th Street und Amsterdam Avenue.

## Religion
Vier von Manhattanvilles Gotteshäusern gehören zu den historisch bedeutendsten in ganz Harlem. Keines davon befindet sich auf dem Gebiet, das zur Erweiterung der Columbia-Universität genutzt wird.
Die St. Mary’s Protestant Episcopal Church wurde 1823 an der West 126th Street (ehemals Lawrence Street) gegründet und war die einzige Kirche in dieser Gegend im zweiten Viertel des 19. Jahrhunderts, wenn man von der Dutch Reformed Church an der East Side absieht. Das heutige Kirchengebäude auf Stein wurde zwischen 1908 und 1909 von T. E. Blake und der Architektengruppe Carrere & Hasings erbaut – an derselben Stelle wo auch das Vorläufergebäude (ein Kirchengebäudes aus Holz) stand, das 1824 erbaut und 1826 geweiht wurde. Im Jahre 1831 war St. Mary’s die erste Kirche der Diözese, dass die Miete von Kirchenbänken abschaffte. Heute ist St. Mary’s in ganz Harlem die älteste Gemeinde, die durchgehend an ihrem ursprünglichen Platz geblieben ist. 1998 wurde der Gebäudekomplex aus dem Kirchengebäude, dem angrenzenden Pfarrhaus (ca. von 1851) und dem Schulgebäude aus Backstein von 1890 offiziell in die Denkmalliste der Stadt New York aufgenommen.
Die katholische Church of the Annunciation an der Ecke West 131st Street und Covent Avenue wurde 1854 gegründet und war damit die erste katholische Kirche, die auf der Westseite von Manhattan nördlich der 2nd Street gebaut wurde und diente vor allem den katholischen irischen Arbeitern der Hudson River Railroad. Die Christian Brothers errichteten das Kirchengebäude neben dem Manhattan College an der 131st Street Ecke Bloomingdale Road (Old Broadway). Die Christian Brothers verkauften später die Kirche und das Pfarrhaus an John Huges, den ersten katholischen Erzbischof von New York. Das heutige Steingebäude wurde zwischen 1906 und 1907 von der Architektengruppe Lynch & Orchard erbaut und war damit der zweite Kirchenbau, in den die Gemeinde 1907 umzog.
Die katholische St. Joseph’s Roman Catholic Church wurde 1860 als „Church of the Holy Family“ von deutschen Katholiken in Manhattanville an der Nordwest-Ecke der 125th Street und Morningside Avenue gegründet. Zum 100. Geburtstag wurde 1960 festgehalten: „Als der Bau der Kirche am 30. Mai des Jahres 1861 in Gang war, wurde die möglicherweise erste öffentliche Fronleichnam-Prozession in New York City gefeiert“ (“While the construction of the church was going on ... on May 30, of the year 1861 was celebrated what was probably the first public Corpus Christi procession in New York City”). Der Historiker John J. Hopper aus Manhattanville erwähnt diese Kirche um 1920 in seinen Memoiren als „die deutsch-katholische Kirche an der Ninth Avenue, die mein Vater Isaac A. Hopper erbaute“ (“the German Catholic Church at Ninth Avenue, which my father [Isaac A. Hopper] built”). Damals war er noch ein Junge und lebte zwischen 1853 und 1865 an der Manhattan Street. Der AIA-Führer datiert den Kirchenbau fälschlicherweise auf das Jahr 1889 und schreibt diesen den Herter Brothers zu. Dieser Fehler könnte durch eine Verwechslung mit dem Gebäude der St. Joseph R.C. School um die Ecke an der 168 Morningside Avenue zustande gekommen sein. David Dunlap führt diese Kirche in seinem Buch „Glory in Gotham: Manhattan's Houses of Worship“ als das älteste Kirchengebäude Harlems an.
Die Old Broadway Synagogue ist eine orthodoxe Synagoge, die 1911 unter dem Namen Chevra Talmud Torah Anshei Marovi am Old Broadway (einem der wenigen Überbleibsel der Bloomingdale Road) von dem Architekturbüro Meisner & Uffner 1923 erbaut wurde. Die Gemeinde wurde überwiegend von aschkenasischen Juden gegründet, die aus Russland und Polen nach New York in den 1880er Jahren eingewandert waren. Hier ließen sie sich zunächst in der Mitte Harlems nieder und zogen später nach West-Harlem. Das Gebäude wurde als Einzeldenkmal in das National Register of Historic Places aufgenommen.

## Wahrzeichen

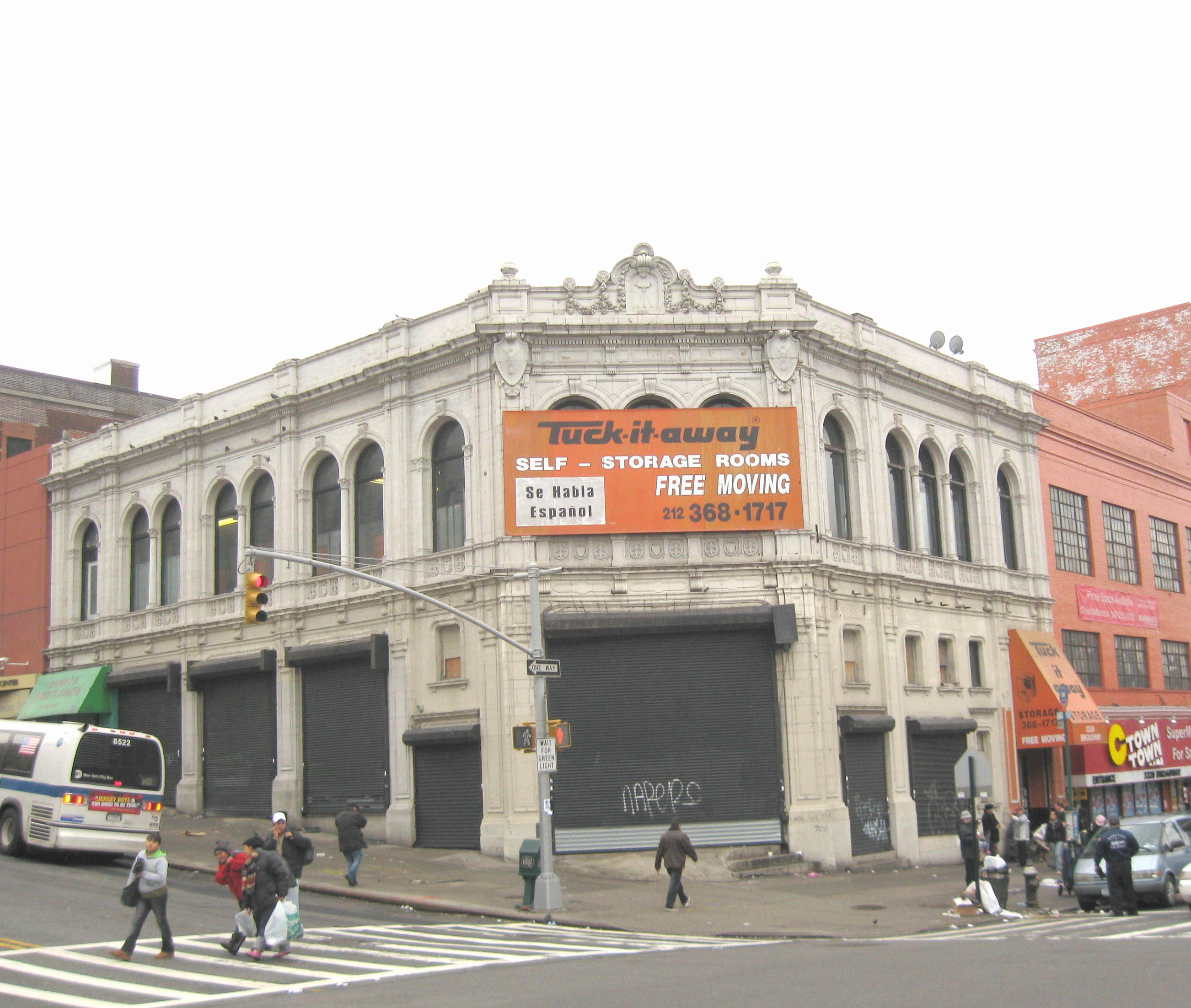
Former Claremont Theatre

Abgesehen vom Grant's Tomb, der Riverside Church und der Manhattan School of Music sind der Hochbahn-Streckenabschnitt der IRT Broadway-Seventh Avenue Line und das Riverside Drive Viaduct hervorstechende Wahrzeichen von Manhattanville. Im Viertel sind die Manhattanville Houses ein weiteres Wahrzeichen. Sie waren ein wichtiges Bauprojekt der New York City Housing Authority, deren 1272 Wohnungen 1961 bezogen wurden. Dieses Projekt sollte Bürgern mit mittlerem Einkommen bezahlbaren Wohnraum bieten und wurde von William Lescaze, einem amerikanischen Architekten Schweizer Herkunft, entworfen.
Der Eingang des denkmalgeschützten Claremont Theatre im Neo-Renaissance-Stil, kommt in einem Kurzfilm von Thomas Edison aus dem Jahre 1915 vor. Daneben befindet sich das Manhattanville Bus Depot – der größte Busbahnhof Manhattans und die St. Mary’s Church.
Im Riverside Park, nördlich von Grant's Tomb, befand sich einst das Claremont Inn, das in seiner Glanzzeit ein beliebtes Hotel bei reichen Afro-Amerikanern war. Es wurde 1775 ursprünglich als privates Anwesen erbaut. Gegen Ende des 19. Jahrhunderts wurde es von der Stadt New York erworben und an einen Hotelier verpachtet. Hier konnten damals auch Fahrräder entliehen werden. Es wurde Opfer eines schweren Brands in den 1940er Jahren, was zum Niedergang des Hotels führte. Während der Planungen für eine Wiederbelebung als Hotel und Restaurant führte ein verheerendes Feuer 1951 zur endgültigen Schließung. Eine steinerne Gedenktafel befindet sich heute an der Stelle, wo das Claremont Inn stand.
In den 1920er Jahren befand sich an der 131st Street zwischen Broadway und Twelfth Avenue eine Studebaker-Autofabrik in Manhattanville, die Luxusautos herstellte. Das Gebäude wurde während der Großen Depression in den 1930er Jahren an die Borden Food Corporation verkauft, um als Molkerei umgenutzt zu werden. Heute wird es von der Columbia University genutzt und beherbergt ein Studebaker Cafe.